# باشگاه فوتبال ایستلی
باشگاه فوتبال ایستلی (به انگلیسی: Eastleigh Football Club) یک باشگاه فوتبال در شهر ایست‌لی، کشور انگلستان است که در سال ۱۹۴۶ میلادی تأسیس شده‌است.